# Katalin Szili
Dans le nom hongrois Szili Katalin, le nom de famille précède le prénom, mais cet article utilise l’ordre habituel en français Katalin Szili, où le prénom précède le nom.
Katalin Szili, née le 13 mai 1956 à Barcs, est une juriste et femme politique hongroise, membre du Parti socialiste hongrois (MSzP). Elle est présidente de l'Assemblée nationale de Hongrie de 2002 à 2009.

## Biographie
Katalin Szili a fait ses études de droit à l'université Janus Pannonius.
De 1994 à 1998, Katalin Szili occupe le poste de ministre de la Protection de l'environnement et du Développement rural et se fait un nom sur la scène politique. Puis en 2002, elle devient présidente de l'Assemblée nationale, fonction qu'elle va conserver jusqu'en 2009.
En 2005, elle est la candidate de son parti pour l'élection présidentielle. Elle a la possibilité de devenir la première femme présidente de la Hongrie, un poste essentiellement protocolaire, mais ne bénéficie pas d'une réelle majorité face à son rival, l'ancien président de la Cour constitutionnelle, László Sólyom, qui est élu par l'Assemblée nationale le 7 juin.
En 2011, elle est membre du Comité chargé de préparer le texte d'une nouvelle Constitution. En 2013, elle est nommée présidente du comité de développement durable.